# Birgit Chenon
Birgit Anna Matilda Chenon, född 21 september 1904 i Adolf Fredriks församling, Stockholm, död 19 september 1952 i Essinge församling, Stockholm , var en svensk skådespelare och lyrikuppläsare.
Chenon var under några år på 1930-talet gift med skådespelaren Åke Ohberg. Hon är begravd på Norra begravningsplatsen utanför Stockholm.

## Filmografi
- 1928 – Svarte Rudolf
- 1930 – Ulla, min Ulla
- 1936 – 65, 66 och jag
- 1937 – Ryska snuvan
- 1938 – Två år i varje klass
- 1938 – Med folket för fosterlandet
- 1939 – Vi två
- 1944 – Klockan på Rönneberga

## Teater

### Roller
| År   | Roll                | Produktion                                              | Regi             | Teater                        |
| ---- | ------------------- | ------------------------------------------------------- | ---------------- | ----------------------------- |
| 1929 | Dona Clara          | Don Gil av gröna byxor Tirso de Molina                  | Rudolf Wendbladh | Helsingborgs stadsteater      |
| 1929 | Alice               | Lavendelfröknarna Daisy Fisher                          | Rudolf Wendbladh | Helsingborgs stadsteater      |
| 1929 | Lena                | Herr Dardanell och hans upptåg på landet August Blanche | Rudolf Wendbladh | Helsingborgs stadsteater      |
| 1930 | Colomba             | Volpone Ben Jonson                                      | Rudolf Wendbladh | Helsingborgs stadsteater      |
| 1930 | Séguedille          | Topaze Marcel Pagnol                                    | Albert Nycop     | Helsingborgs stadsteater      |
| 1930 | Sylvia Armitage     | Mordet i andra våningen Frank Vosper                    | Rudolf Wendbladh | Helsingborgs stadsteater      |
| 1930 | Simone              | Kom, sågs, segrade! Louis Verneuil                      | Rudolf Wendbladh | Helsingborgs stadsteater      |
| 1930 | Alice               | Karusellen George Bernard Shaw                          | Rudolf Wendbladh | Helsingborgs stadsteater      |
| 1930 | Henriette           | Odågan Jacques Deval                                    | Rudolf Wendbladh | Helsingborgs stadsteater      |
| 1930 | Gwen                | Rena rama sanningen James H. Montgomery                 | Rudolf Wendbladh | Helsingborgs stadsteater      |
| 1930 | Dolly Fleuriot      | Jag är min syster Ralph Benatzky och Robert Blum        | Rudolf Wendbladh | Helsingborgs stadsteater      |
| 1931 | En maskinskriverska | "Succes!" Édouard Bourdet                               | Rudolf Wendbladh | Helsingborgs stadsteater      |
| 1931 | Juliette Schönning  | Sensation Erik Lindorm                                  | Rudolf Wendbladh | Helsingborgs stadsteater      |
| 1931 |                     | En man till påseende Frederick Lonsdale                 |                  | Helsingborgs stadsteater      |
| 1931 | Fanny               | Marius Marcel Pagnol                                    | Rudolf Wendbladh | Helsingborgs stadsteater      |
| 1932 | Helga               | Vi som går köksvägen Gösta Stevens                      | Nils Lundell     | Södra Teatern                 |
| 1935 |                     | Filip den store Oscar Rydqvist                          |                  | Vanadislundens friluftsteater |
| 1938 |                     | Gösta Berlings saga Selma Lagerlöf                      | Johan Falck      | Riksteatern                   |

### Fotnoter
1. ↑  Sveriges Dödbok 1901–2009, DVD-ROM, Version 5.00, Sveriges Släktforskarförbund (2010).
2. ↑  ”Birgit Chenon”. Svensk Filmdatabas. http://www.sfi.se/sv/svensk-filmdatabas/Item/?type=PERSON&itemid=59150&ref=%2ftemplates%2fSwedishFilmSearchResult.aspx%3fid%3d1225%26epslanguage%3dsv%26searchword%3dBirgit+Chenon%26type%3dPerson%26match%3dBegin%26page%3d1%26prom%3dFalse. Läst 20 februari 2013.
3. ↑  Dagens Nyheter, 20 september 1952, sid. 14
4. ↑  SvenskaGravar
5. ↑  ”Teater Musik Film: Södrans start”. Dagens Nyheter:  s. 10. 24 september 1932. http://arkivet.dn.se/arkivet/tidning/1932-09-24/260/10. Läst 7 januari 2016.
6. ↑  Oscar Rydqvist (25 september 1932). ”Vi som går köksvägen”. Dagens Nyheter:  s. 1. http://arkivet.dn.se/arkivet/tidning/1932-09-25/261/1. Läst 27 augusti 2015.
7. ↑  ”Tre friluftspremiärer i värme och regnstänkk”. Dagens Nyheter:  s. 9. 8 juni 1935. http://arkivet.dn.se/arkivet/tidning/1935-06-08/154/9. Läst 28 december 2015.
8. ↑  ”Teater Musik Film: Kring riksteaterns säsongstart”. Dagens Nyheter:  s. 9. 24 september 1938. https://arkivet.dn.se/tidning/1938-09-24/259/9. Läst 3 januari 2025.